# Gander (Terra Nova e Labrador)
Gander é uma vila canadense localizada na parte nordeste da ilha de Terra Nova, na província de Terra Nova e Labrador, está localizada aproximadamente a 90 km a leste de Grand Falls-Windsor.
A maioria das ruas de Gander são nomeadas em homenagem a grande aviadores famosos na história dos voos transatlânticos, incluindo Amelia Earhart, Alcock e Brown, Charles Lindbergh, Eddie Rickenbacker, Marc Garneau e Chuck Yeager.
Quando os EUA fecharam o seu espaço aéreo logo após os ataques de 11 de setembro, o Aeroporto Internacional de Gander recebeu 38 aeronaves comerciais e 4 aeronaves militares. As autoridades e moradores locais acomodaram aproximadamente 7.000 evacuados da Olympic Airways, Air France, Lufthansa, British Airways, Alitalia e muito mais. A narrativa deste evento foi documentada na produção de video chamada You Are Here: A Come from Away Story.